# Örvös kabócamajom
Az örvös kabócamajom (Callicebus torquatus) az emlősök (Mammalia) osztályának a főemlősök (Primates) rendjéhez, ezen belül a sátánmajomfélék (Pitheciidae) családjához tartozó faj.

## Előfordulása
Dél-Amerika északi és középső területén honos. Legfőbb élőhelye az Orinoco és a Rio Negro partja, valamint az Amazonas szinte egész északi oldala. Nagyrészt a folyó menti esőerdőket kedveli, de a dzsungelek sűrűjében is találkozhatunk kolóniákkal. Elszórtan hegyvidéki erdőségekben is élhet.

## Megjelenése
Családjának egyik legszebb képviselője. Testhossza 90 centiméter, ebből 50 centiméter jut a farokra. Az állatot sötétbarna, olykor fekete, dús szőrzet fedi. Arca világosszürke árnyalatú, lapos és kerek. Orrlyukai szélesek, s kifele néznek. Szeme világosbarna. Füle elálló, s szőr borítja. A nyakán egy 20–25 cm széles, fehér örv figyelhető meg, emellett kisebb sörény is felfedezhető rajta. Végtagjai, s hasi szőrzete sötétebb árnyalatú, mint alapszíne. Hátsó és mellső végtagjai közel esnek egymáshoz. Kezei külső része fehér, olykor sárgás színű, tenyere fekete. Ujjai hosszúak, kapaszkodásra, s ágak lehúzására alkalmasak. Farka vastag, s ezt is barna szőrzet takarja. Az állat egyensúlyozásra használja ezt a testrészét.

## Életmódja
Kisebb csapatokban él, egy vagy egynéhány család együtt. A nap nagy részében különféle gyümölcsök után jár, és közben megfordul az erdő egész területén. Időnként egészen eltűnik a térség bizonyos szakaszairól és visszamegy megszokott helyére. Az erdőben messze elhallatszik a hímek és nőstények röfögő hangja, de ezt csak akkor hallatják, ha semmi nem zavarja őket. Elég félénk állatok, így óvatosan haladnak a fák közt. Meneküléskor a vastagabb ágakat keresik, és nem adnak ki hangokat. Kedvelik a folyópartokat, mert itt könnyen vízhez juthatnak, s a táplálék is bőségesen megterem. Inkább nappal aktívak, így éjszakára behúzódnak az erdő sűrűbb részeibe, s a fák tetején térnek nyugovóra.